# Tucker & Dale vs Evil
Tucker & Dale vs Evil is een komische horrorfilm uit 2010. Hij werd geschreven en geregisseerd door Eli Craig. Op 22 januari 2010 ging de film in première op het Sundance Film Festival.

## Verhaal
Tucker en Dale zijn twee boerenkinkels uit West Virginia, die diep in een bos een vakantiehuis hebben gekocht en daar hun zomer willen doorbrengen. In hetzelfde bos kampeert een groepje studenten, van wie er 's nachts een aantal gaat zwemmen. Onderwijl zijn Tucker en Dale aan het vissen. Zij zien de beeldschone psychologiestudente Allison in haar ondergoed op een rots in het water staan, die schrikt en uitglijdt als ze de twee mannen in het donker naar haar ziet staren. De andere studenten zien even later hoe de bewusteloos geraakte Allison door Tucker en Dale in hun bootje wordt gehesen. Ze denken dat het tweetal haar vermoord heeft en raken in paniek. Sommigen willen vluchten, maar Chad, wiens ouders vroeger op gruwelijke wijze door boeren zijn overvallen, overtuigt hen wraak te nemen op de in feite onschuldige Tucker en Dale. Hun pogingen zijn allesbehalve succesvol; op dramatische wijze verongelukt de ene na de andere student voor de ogen van de twee boerenkinkels.

## Rolverdeling
- Alan Tudyk: Tucker
- Tyler Labine: Dale
- Katrina Bowden: Allison
- Jesse Moss: Chad
- Chelan Simmons: Chloe
- Philip Granger: Sheriff
- Brandon Jay McLaren: Jason
- Christie Laing: Naomi
- Travis Nelson: Chuck
- Alex Arsenault: Todd
- Adam Beauchesne: Mitch
- Joseph Allan Sutherland: Mike
- Karen Reigh: Cheryl